# بات روس
بات روس هو كبير الإداريين التنفيذيين كندي، ولد في 1960 في إدمونتون في كندا.